# Casper Wortmann
Casper Wortmann (ur. 18 maja 1988 w Odense) – duński żużlowiec.

## Życiorys
Dwukrotny brązowy medalista rozgrywek motocyklowych o "Złote Trofeum", w klasie 80 ccm (Vojens 2001 oraz Kumla 2002). Wielokrotny finalista mistrzostw Danii (najlepszy wynik: VII miejsce w młodzieżowych mistrzostwach Danii w 2004). Trzykrotny drużynowy mistrz Danii (2003, 2004, 2006)
Startował w lidze polskiej w barwach klubu Kolejarz Rawicz (2006, 2007, 2009).